# 350P/McNaught
Pour les articles homonymes, voir Comète McNaught.
350P/McNaught est une comète périodique découverte le 12 mai 2010 par l'astronome australien Robert H. McNaught dans le cadre du programme Siding Spring Survey.
L'astronome du programme Spacewatch James V. Scotti retrouve la comète le 26 janvier 2017. Sa période orbitale est de 8,25 ans.